# Cantó de Beaurepaire-en-Bresse
El cantó de Beaurepaire-en-Bresse és un cantó francès del departament de Saona i Loira, situat al districte de Louhans. Té 7 municipis i el cap és Beaurepaire-en-Bresse.

## Municipis
- Beaurepaire-en-Bresse
- Le Fay
- Montcony
- Sagy
- Saillenard
- Saint-Martin-du-Mont
- Savigny-en-Revermont

## Història
| Data d'elecció                           | Identitat          | Partit        | Qualitat |
| ---------------------------------------- | ------------------ | ------------- | -------- |
| 1945-19..                                | M. Petitjean       | Radical       |          |
| 19..-1973                                | Raymond Bassot     | RI            |          |
| 1973-1992                                | Robert Petit       | PS            |          |
| 1992-1998                                | Jean Pernin        | Divers droite |          |
| 1998-2004                                | Philippe Routhier  | UDF           |          |
| 2004-2011                                | Michel Coulon      | PS            |          |
| 2011-                                    | Martine Chevallier | UMP           |          |
| les dades anteriors no són pas conegudes |                    |               |          |
|                                          |                    |               |          |

## Demografia
| A partir de 1990: Població sense dobles comptes |